# Song Jong-hyok
Song Jong-hyok (tiếng Hàn Quốc: 송종혁, sinh ngày 28 tháng 6 năm 1995) là một cầu thủ bóng đá người CHDCND Triều Tiên hiện tại đang thi đấu ở vị trí tiền vệ cho câu lạc bộ Hwaebul SC tại Giải bóng đá Ngoại hạng CHDCND Triều Tiên, và Đội tuyển bóng đá quốc gia Cộng hòa Dân chủ Nhân dân Triều Tiên.

## Thống kê sự nghiệp

### Quốc tế
Tính đến 6 tháng 6 năm 2020.
| Đội tuyển quốc gia | Năm       | Trận | Bàn thắng |
| ------------------ | --------- | ---- | --------- |
| CHDCND Triều Tiên  |           |      |           |
| 2019               | 3         | 0    |           |
| Tổng cộng          | Tổng cộng | 3    | 0         |